# فیل کیوگان
فیل کیوگان (انگلیسی: Phil Keoghan؛ زادهٔ ۳۱ مهٔ ۱۹۶۷) مجری تلویزیون اهل نیوزیلند است. وی از سال ۱۹۹۰ میلادی تاکنون مشغول فعالیت بوده‌است. وی همچنین برندهٔ جوایزی همچون جوایز امی ساعات پربیننده شده‌است.